# Archytas marmoratus
Archytas marmoratus là một loài ruồi trong họ Tachinidae.